# Sustitución radicalaria
En química orgánica, una reacción de sustitución radicalaria es una reacción de sustitución que involucra radicales libres como un intermediario de reacción.
La reacción siempre involucra dos pasos como mínimo, y posiblemente un tercero.
La reacción global está esquematizada en 1. En el primer paso, denominado iniciación (2,3), se crea un radical libre por homólisis. La homólisis puede ser llevada a cabo por calentamiento o irradiación, pero también mediante un iniciador de radicales, como un peróxido orgánico o un azocompuesto. La luz es usada para crear dos radicales libres a partir de especies diatómicas. El paso final es denominado terminación (6,7), en el que el radical se recombina con otra especie radical. Si la reacción no es terminada, sino que el grupo radical participa en una reacción posterior, las etapas donde se forman nuevos radicales y reaccionan posteriormente es denominada colectivamente como propagación (4,5), porque se crea un nuevo radical disponible para reacciones secundarias.

## Reacciones de sustitución radicalaria
En las reacciones de halogenación radicalaria, la sustitución radicalaria tiene lugar con reactantes halógenos y sustratos alcano. Otro tipo importante de sustituciones radicalarias involucra radicales arilo. Un ejemplo es la hidroxilación de benceno por el reactivo de Fenton. Muchas reacciones de oxidación y reducción en química orgánica tienen intermediarios radicales libres, por ejemplo la oxidación de aldehídos a ácidos carboxílicos con ácido crómico. Las reacciones de copulación también pueden ser consideradas como sustituciones radicalarias. Ciertas sustituciones aromáticas tienen lugar por sustitución aromática nucleofílica radicalaria. La auto-oxidación es un proceso responsable del deterioro de las pinturas y frutas, y de peligros en los laboratorios como el peróxido de éter dietílico.
Otras reacciones de sustitución radicalaria son:
- La desoxigenación de Barton-McCombie es una forma de sustituir un grupo hidroxilo por un protón.
- La reacción de Wohl-Ziegler involucra la bromación alílica de alquenos.
- La reacción de Hunsdiecker convierte sales de plata de ácidos carboxílicos a haluros de alquilo.
- La reacción de Dowd-Beckwith involucra la expansión de un anillo de β-cetoésteres cíclicos.
- La reacción de Barton involucra la síntesis de nitrosoalcoholes a partir de nitritos.